# Мрзла Планина
Мрзла Планина (словен. Mrzla Planina) је насељено место у општини Севница, Посавска регија, Словенија.

## Историја
До територијалне реорганизације у Словенији била је у саставу старе општине Севница.

## Становништво
У попису становништва из 2011. године, Мрзла Планина је имала 108 становника.
| Број становника према пописима | Број становника према пописима | Број становника према пописима |
| ------------------------------ | ------------------------------ | ------------------------------ |
| 1991                           | 2002                           | 2011                           |
| 160                            | 127                            | 108                            |

Напомена: Године 2010. извршена је мала размена територија између насеља Мрзла Планина и Забуковје над Севницо.